# باشگاه فوتبال ناسیونال پاراگوئه
باشگاه فوتبال ناسیونال یک باشگاه فوتبال در شهر آسونسیون در کشور پاراگوئه می‌باشد که در دسته برتر فوتبال پاراگوئه بازی می‌کند.
این باشگاه در تاریخ ۱۴ ژوئن ۱۹۰۴ میلادی تأسیس شده‌است.
ناسیونال سابقهٔ ۹ قهرمانی در دسته برتر فوتبال پاراگوئه را نیز دارد.
همچنین این تیم نائب قهرمان جام بین‌المللی ولایت شده است